# Herb gminy Brochów
Herb gminy Brochów – symbol gminy Brochów.

## Wygląd i symbolika
Herb przedstawia na tarczy w polu białym wizerunek czerwonego kościoła z trzema wieżami zwieńczonymi błękitnymi dachami i złotymi krzyżami (nawiązanie do kościoła w Brochowie), natomiast w dolnej części błękitną tarczę herbową ze złotym lwem, siedzącym i trzymającym trzy strzały.